# باسی (کمون)
باسی (به فرانسوی: Bassy) یک کمون (فرانسه) در فرانسه است که در canton of Seyssel واقع شده‌است. باسی ۷٫۵۷ کیلومتر مربع مساحت دارد.